# Barnet
Il London Borough of Barnet è un quartiere londinese nella parte nord della città, e fa parte della Londra esterna.
Confina a nord con lo Hertfordshire e con altri borghi londinesi: Harrow e Brent a ovest, Camden e Haringey a sud-est e Enfield a est.

## Storia
Questo borough fu formato nel 1965 dall'unione dei precedenti municipal boroughs di Barnet e East Barnet (nello Hertfordshire), Finchley, Friern Barnet e Hendon (nel Middlesex). Sebbene da quel momento il centro di Barnet non sia più incluso nella contea dello Hertfordshire, la sua chiesa anglicana ha continuata a esserne nel diocesi di St Albans nella contea invece del diocesi di Londra.
Tuttavia, Barnet non è il centro d'amministrazione del quartiere; Hendon possiede questa funzione.

## Amministrazione

### Distretti
- Barnet
- Burnt Oak
- Colindale
- Cricklewood
- Edgware
- Finchley
- Friern Barnet
- Golders Green
- Hendon
- Mill Hill
- Monken Hadley
- New Barnet
- Totteridge
- Whetstone

### Gemellaggi
- Barnet
- Chaville
- Jinja
- Le Raincy
- Montclair
- Morphou
- Ramat Gan
- Siegen-Wittgenstein
- Tempelhof-Schöneberg

## Sport
La principale società sportiva del quartiere è il Barnet Football Club che disputa le sue partite interne presso il The Hive Stadium, situato ad Harrow.